# Michele Jamiolkowski
Michele B. Jamiolkowski  (* 21. Juli 1932 in Stryj, Zweite polnische Republik; † 15. Juni 2023 in Turin) war ein polnischstämmiger italienischer Bauingenieur für Geotechnik. Er war ab 1969 Professor für Geotechnik an der Universität Turin, wo er später emeritiert ist.
Außerdem war er beratender Ingenieur und war Vorsitzender der Ingenieursfirma Studio Geotecnica Italiano in Turin, der er ab 1964 angehörte.

## Leben und Schaffen
1990 bis 2001 war er Vorsitzender der internationalen Kommission zur Rettung des Schiefen Turms von Pisa. In dieser Zeit gelang auch eine Sanierung (nach Plänen von John Burland). Er war ab 1985 geotechnischer Berater für das Projekt einer geplanten Hängebrücke über die Straße von Messina und Berater für das geplante Flüssigerdgasterminal in Brindisi. Ab 2003 war er Mitglied der Hochwasserschutzkommission von Venedig (MOSE) und von 2004 im Konsortium zur Sanierung des kippgefährdeten Glockenturms von San Marco in Venedig. Er befasste sich auch mit der Frage der Bodensanierung im Tschernobyl-Raum.
Von 1991 war er korrespondierendes Mitglied der Turiner Akademie der Wissenschaften. 2005 wurde er auswärtiges Mitglied der National Academy of Engineering. 2001 erhielt er den Terzaghi Award. Er war auswärtiges Mitglied der Polnischen Akademie der Wissenschaften. Weiterhin war er Ehrenmitglied der Japanese Geotechnical Society. 2013 hielt er die Rankine Lecture.
1994 bis 1997 war er Präsident der International Society for Soil Mechanics and Geotechnical Engineering. Er war Herausgeber des International Journal of Geomechanics and Geotechnical Engineering und Mit-Herausgeber des Soil and Rock International Journal.